# Dacnitus currax
Dacnitus currax är en skalbaggsart som beskrevs av Sharp 1908. Dacnitus currax ingår i släktet Dacnitus och familjen knäppare. Inga underarter finns listade i Catalogue of Life.